# Oeneis
Genre
Le genre Oeneis regroupe des lépidoptères (papillons) de la famille des Nymphalidae et de la sous-famille des Satyrinae.

## Dénomination
Le nom Oeneis leur a été donné par Jakob Hübner en 1819.

## Liste des espèces
Selon ITIS (21 avr. 2010) :
- sous-genre Oeneis (Oeneis)  Hübner, 1819
  - Oeneis alberta Elwes, 1893
  - Oeneis alpina Kurentsov, 1970
  - Oeneis bore (Esper, 1789)
  - Oeneis chryxus (E. Doubleday, 1849)
  - Oeneis jutta (Hübner, 1806)
  - Oeneis macounii (W. H. Edwards, 1885)
  - Oeneis melissa (Fabricius, 1775)
  - Oeneis nevadensis (C. Felder and R. Felder, 1867)
  - Oeneis philipi Troubridge, 1988 synonyme Oeneis rosovi
  - Oeneis polixenes (Fabricius, 1775)
  - Oeneis rosovi Kurentsov, 1970
- sous-genre Oeneis (Protoeneis)  Gorbunov, 2001
  - Oeneis uhleri (Reakirt, 1866)

Selon NCBI (21 avr. 2010) :
- Oeneis aktashi
- Oeneis alberta
- Oeneis ammon
- Oeneis chryxus
- Oeneis hora
- Oeneis ivallda
- Oeneis jutta
- Oeneis magna
- Oeneis nevadensis
- Oeneis norna
- Oeneis polyxenes
- Oeneis sculda
- Oeneis tarpeja
- Oeneis taygete
- Oeneis uhleri
- Oeneis ulheri

## Espèces et sous-espèces selon funet
- Oeneis actaeoides Lukhtanov, 1989; en Yakoutie.
  - Oeneis actaeoides actaeoides
  - Oeneis actaeoides czekanowskii Lukhtanov, 1989 ;
- Oeneis aktashi Lukhtanov, 1984 ; dans l'Altaï.
  - Oeneis aktashi akatashi
  - Oeneis aktashi ona Korshunov, 1996;
  - Oeneis aktashi sarala Korshunov, 1988;
- Oeneis alberta Elwes, 1893 ; en Amérique du Nord.
  - Oeneis alberta alberta
  - Oeneis alberta capulinensis F.M. Brown, 1970
  - Oeneis alberta daura (Strecker, 1894)
  - Oeneis alberta oslari Skinner, 1911
- Oeneis alpina Kurentzov, 1970. Alaska et Péninsule tchouktche.
  - Oeneis alpina alpina
  - Oeneis alpina execubitor Troubridge, Philip, Scott & Shepard, 1982
- Oeneis ammon Elwes, 1899 ; en Mongolie et dans l'Altaï.
  - Oeneis ammon ammon
  - Oeneis ammon hangaica Kurentzov, 1970
- Oeneis ammosovi Dubatov et Korshunov, 1988 ; en Yakoutie.
- Oeneis bore (Schneider, 1792) — Chamoisé boréal.
  - Oeneis bore bore
  - Oeneis bore arasaguna Austaut, 1911 ;
  - Oeneis boreedwardsi dos Passos, 1949 ;
  - Oeneis bore fordi dos Passos, 1949 ;
  - Oeneis bore gaspeensis dos Passos, 1949;
  - Oeneis bore hanburyi Watkins, 1928;
  - Oeneis bore mackinleyensis dos Passos, 1949 ;
  - Oeneis bore pansa Christoph, 1893 ;
  - Oeneis bore patrushevae Korshunov, 1985 ;
  - Oeneis bore taygete Geyer, [1830] le White-veined Arctic
- Oeneis buddha Grum-Grshimailo, 1891. dans le centre de l'Asie.
  - Oeneis buddha buddha
  - Oeneis buddha brahma O. Bang-Haas, 1913 ; dans l'ouest du Tibet.
  - Oeneis buddha dejeani O. Bang-Haas, 1939
  - Oeneis buddha frankenbachi Lukhtanov & Eitschberger, 2000 ;
  - Oeneis buddha garhwalica Tytler, 1926 ; dans le nord de l'Inde
  - Oeneis buddha grieshuberi Lukhtanov et Eitschberger, 2000
  - Oeneis buddha kincli Kocman, 1994
  - Oeneis buddha pygmea Gross, 1970
- Oeneis chryxus (Doubleday 1849) en Amérique du Nord.
  - Oeneis chryxus chryxus
  - Oeneis chryxus calais (Scudder, 1865)
  - Oeneis chryxus caryi Dyar, 1904
  - Oeneis chryxus stanislaus Hovanitz, 1937
  - Oeneis chryxus strigulosa McDunnough, 1934
  - Oeneis chryxus valerata Burdick, 1958
- Oeneis diluta Lukhtanov, 1994.
- Oeneis elwesi Staudinger, 1901 ; au centre de l'Asie.
  - Oeneis elwesi elwesi
  - Oeneis elwesi tannuola O. Bang-Haas, 1927
  - Oeneis elwesi ulugchemi Korshunov, 1995
- Oeneis fulla (Eversmann, 1851) au Kazakhstan.
- Oeneis glacialis (Moll, 1785) — Chamoisé des glaciers ou harpie.
- Oeneis hora Grum-Grshimailo, 1888 ; au centre de l'Asie.
- Oeneis ivallda (Mead, 1878); en Californie.
- Oeneis jutta (Hübner, 1806) – Chamoisé lapon.
  - Oeneis jutta jutta
  - Oeneis jutta akoene Belik et Yakovlev, 1998 ;
  - Oeneis jutta alaskensis Holland, 1900 ;
  - Oeneis jutta ascerta Masters & Sorenson, 1968 ;
  - Oeneis jutta balderi (Geyer, 1837)
  - Oeneis jutta chermocki Wyatt, 1965 ;
  - Oeneis jutta harperi Chermock, 1969 ;
  - Oeneis jutta leussleri Bryant, 1935 ;
  - Oeneis jutta reducta McDunnough, 1929 ;
  - Oeneis jutta ridingiana'' F. & R. Chermock, 1940 ;
  - Oeneis jutta sibirica Kurentzov, 1970 ;
- Oeneis lederi Alpheraky, 1897; en Mongolie.
- Oeneis macounii (Edwards, 1885), dans le nord de l'Amérique du Nord.
- Oeneis magna Graeser, 1888.
  - Oeneis magna magna
  - Oeneis magna dubia Elwes, 1899 ;
  - Oeneis magna kamtschatica Kurentzov, 1970 ;
  - Oeneis magna kurentzovi Murayama, 1973 ;
  - Oeneis magna magadanica Kurentzov, 1970 ;
  - Oeneis magna pupavkini Korshunov, 1995 ;
  - Oeneis magna uchangi Im, 1988 ; en Corée ;
- Oeneis melissa (Fabricius, 1775).
  - Oeneis melissa melissa
  - Oeneis melissa also (Boisduval, [1833])
  - Oeneis melissa assimilis Butler, 1868
  - Oeneis melissabeanii Elwes, 1893
  - Oeneis melissa daizetsuzana Matsumura, 1926
  - Oeneis melissa gibsoni Holland, 1931
  - Oeneis melissalucilla Barnes & McDunnough, 1918
  - Oeneis melissakarae Kusnezov, 1925 dans le nord de la Sibérie.
  - Oeneis melissa orientalis Kurentzov, 1970
  - Oeneis melissa semidea (Say, 1828)
  - Oeneis melissa semplei Holland, 1931
- Oeneis mongolica (Oberthür, 1876).
  - Oeneis mongolica mongolica
  - Oeneis mongolica hallasanensis Murayama, 1991 ; en Corée.
  - Oeneis mongolica hoenei Gross, 1970 ; dans le nord de la Chine.
  - Oeneis mongolica koreana Matsumura, 1927 ; dans le nord de la Corée.
  - Oeneis mongolica walkyria Fixsen, 1887; dans le centre de la Corée.
- Oeneis mulla Staudinger, 1881 ; au Kazakhstan.
- Oeneis nanna (Ménétriés, 1859).
  - Oeneis nanna nanna
  - Oeneis nanna anna Austaut, 1911 ;
  - Oeneis nanna dzhugdzhuri Shjeljuzhko, 1929 ;
  - Oeneis nanna dzhulukuli Korshunov, 1998 ;
  - Oeneis nanna jakutski Korshunov, 1998 ;
  - Oeneis nanna kluanensis Hassler & Feil, 2002
- Oeneis nevadensis (C. et R. Felder, 1867) sur la côte ouest de l'Amérique du Nord.
  - Oeneis nevadensis nevadensis
  - Oeneis nevadensis gigas Butler, 1868
  - Oeneis nevadensis iduna (Edwards, 1874)
- Oeneis norna (Thunberg, 1791) – Chamoisé fascié.
  - Oeneis norna norma
  - Oeneis norna altaica Elwes, 1899 ;
  - Oeneis norna arethusoides Lukhtanov, 1989 ;
  - Oeneis norna asamana Matsumura, 1919 ;
  - Oeneis norna radnaevi Churkin, 1999 ;
  - Oeneis norna rosovi Kurentzov, 1970 ;
  - Oeneis norna sugitanii Shirôzu, 1952 ;
  - Oeneis norna tshukota Korshunov, 1998 ;
  - Oeneis norna tundra A. Bang-Haas, 1912 ;
- Oeneis oeno (Boisduval, 1832)
- Oeneis philipi Troubridge, 1988 synonyme Oeneis rosovi.
- Oeneis polixenes (Fabricius, 1775).
  - Oeneis polixenes polixenes
  - Oeneis polixenes antonovae Lukhtanov, 1989;
  - Oeneis polixenes beringiana Kurentzov, 1970;
  - Oeneis polixenes brucei (Edwards, 1891);
  - Oeneis polixenes katahdin (Newcomb, 1901) ;
  - Oeneis polixenes luteus Troubridge et Parshall, 1988 ;
  - Oeneis polixenes paior Lukhtanov, 1989 ;
  - Oeneis polixenes peartiae (Edwards, 1897) ;
  - Oeneis polixenes subhyalina (Curtis, 1835) ;
  - Oeneis polixenes woodi Troubridge & Parshall, 1988 ;
  - Oeneis polixenes yukonensis Gibson, 1920 ;
- Oeneis sculda (Eversmann, 1851). dans tout le nord-est de l'Asie.
  - Oeneis sculda sculda
  - Oeneis sculda pseudosculda Korshunov, 1977 ;
  - Oeneis sculda pumila Staudinger, 1892 ;
  - Oeneis sculda vadimi Korshunov, 1995 ;
- Oeneis tarpeja (Pallas, 1771).
  - Oeneis tarpeja tarpeja
  - Oeneis tarpeja baueri Lukhtanov et Eitschberger, 2000 ;
  - Oeneis tarpeja grossi Eitschberger et Lukhtanov, 1994 ;
- Oeneis tunga Staudinger, 1894 ; en Sibérie et Mongolie.
- Oeneis uhleri (Reakirt, 1866);dans le nord de l'Amérique du Nord.
  - Oeneis uhleri uhleri
  - Oeneis uhleri cairnesi Gibson, 1920
  - Oeneis uhleri nahanni Dyar, 1904
  - Oeneis uhleri reinthali Brown, 1953
  - Oeneis uhleri varuna (Edwards, 1882)
- Oeneis urda (Eversmann, 1847); dans le centre et le nord-est de l'Asie.
  - Oeneis urda urda
  - Oeneis urda monteviri Bryk, 1946
  - Oeneis urda tschiliensis O. Bang-Haas, 1933